# Džajant Višnu Narlikar
Džajant Višnu Narlikar (angleško Jayant Vishnu Narlikar, maratsko प्रा. जयंत विष्णू नारळीकर), indijski astrofizik, kozmolog in pisatelj, * 19. julij 1938, Kolhapur, Indija, † 20. maj 2025, Pune, Indija.
Narlikar je bil zagovornik kozmologije mirujočega stanja. Njegovo delo o teoriji konformne gravitacije s Hoylom (Hoyle-Narlikarjeva teorija), je pokazalo da je možna sinteza med Einstenovima teorijama relativnosti in Machovim načelom. Teorija predlaga, da je vztrajnostna masa delca funkcija mas vseh delcev, pomnoženih s sklopitveno konstanto, ki je funkcija kozmične epohe.
Prejel je drugo največje indijsko državno odlikovanje, Padmo Vibhušan. Bil je ustanovni predstojnik Meduniverzitetnega središča za astronomijo in astrofiziko (IUCAA) v Puni.